# Charles-Jean Baptiste Bonnin

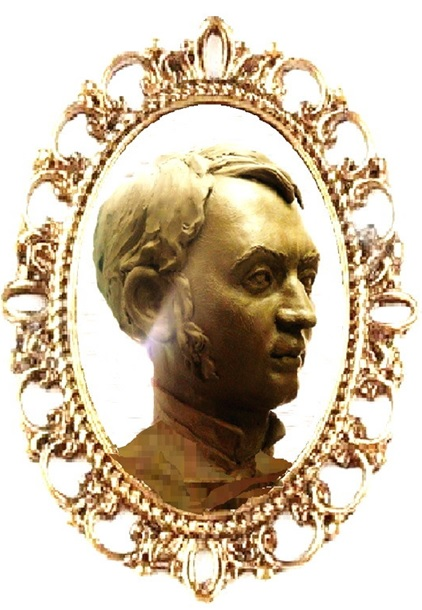
Charles-Jean Baptiste Bonnin. Obra del artista plástico.

Bonnin, Charles-Jean Baptiste  (Francia, 4 de octubre de 1772 -  octubre de 1846) fue un pensador político y social, autor progresista de la Revolución Francesa y de la primera mitad del siglo XIX, y padre fundador de la ciencia de la Administración Pública. Se desprende de la obra escrita de Bonnin una gran actividad política e intelectual. Su trabajo académico lo acredita como precursor del derecho público, del derecho constitucional y del derecho administrativo. Incluso, su Doctrina Social debe situarlo entre los iniciadores de lo que después sería conocida como la sociología. También practicó la crónica parlamentaria y se interesó por los problemas educativos. Auguste Comte describió a Bonnin como “un hombre maduro y enérgico, una persona con profunda afinidad espontánea con el positivismo y en quien se puede encontrar el verdadero espíritu de la Revolución”.

## Historia

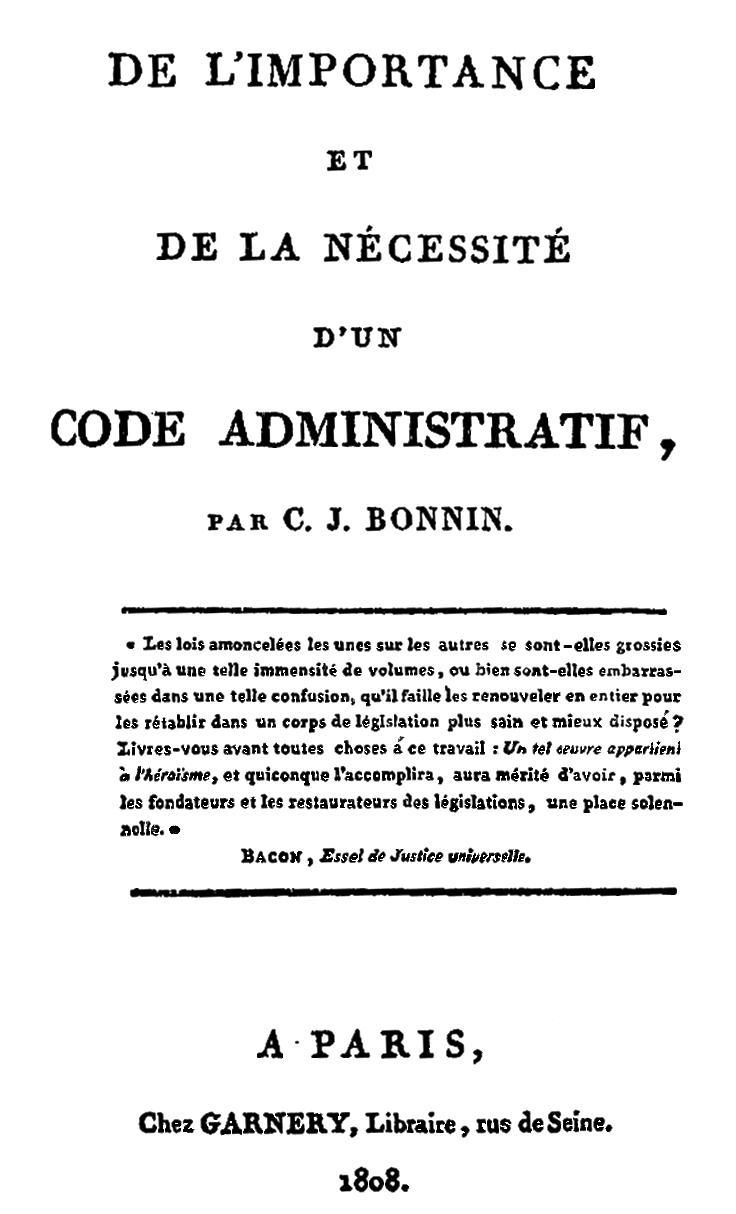
De la Importancia y Necesidad de un Código Administrativo - 1808

Nació el 4 de octubre de 1772 en la ciudad de París, en el seno de una familia cuyas raíces proceden de Borgoña, e hizo sus estudios en el Colegio de las Cuatro Naciones. Se desempeñó en la administración pública como funcionario departamental del Sena y fue un pensador progresista. Sus padres habían proyectado que cursara la profesión médica, idea frustrada por los acontecimientos de la Revolución, suceso que inspiró en su persona el gusto por los temas políticos. Su verdadera vocación nació tempranamente, en su juventud, merced a las lecturas de Montesquieu, Mably, Bacon, Fenelon y Cornelius, a quienes profesó gran admiración. Conoció en 1829 a Auguste Comte, convirtiéndose en su amigo hasta la fecha de su muerte.
Entre las muchas referencias a su persona durante su vida destaca el trabajo de M. Lemonier titulado Noticia Histórica (Notice Historique), que encabeza un trabajo que lleva por nombre Pensées de C.J.B. Bonnin. El documento fue promovido por Bonnin y quizá también revisado por él. Dentro de los archivos de la administración francesa hay algunas referencias a su persona, como que quizá fue miembro de la masonería. También en ellos consta que, por motivo de algunos pasajes de su libro Estudios Legislativos (Études Législatives), publicado en 1822, donde critica al catolicismo, sufrió trece meses en prisión.
La Revista Enciclopédica o análisis razonado de las producciones más notables de Francia, en su edición de 1829, destaca la publicación de la tercera edición de los principios de administración pública, allí se hace una reseña de los contenidos más importantes de la obra y se señala que es un libro pleno de ideas sabias y útiles, que su autor plasmó con elegancia, exactitud y claridad.

## Legado
Hoy en día es fácil el acceso a su obra principal: Principios de Administración Pública, por haberse reeditado en francés y en español, ambas en línea, pero principalmente gracias a la publicación del Fondo de Cultura Económica de México (2004). En la actualidad sus compatriotas le rinden el tributo que merece. Georges Langrod dijo con toda razón que “la ciencia de la administración, en el sentido moderno de esta expresión, nace en Francia con el siglo XIX. Su pionero es Charles-Jean Bonnin, autor de los Principios de Administración Pública, cuya primera edición se remonta a 1808". Igualmente, Jacques Chevallier y Dániele Loschak comentaron que “puede ser considerado como el verdadero fundador de la ciencia administrativa francesa”. Pero es más, mucho más: es el fundador de la ciencia de la administración pública, mundialmente considerada. Más recientemente Jacqueline Morand-Devillier sugirió la publicación de los Principios, precisamente en su primera edición, lo que ya se hizo, no en Francia, sino en México, cuando corría el 2004.

## Obra Escrita

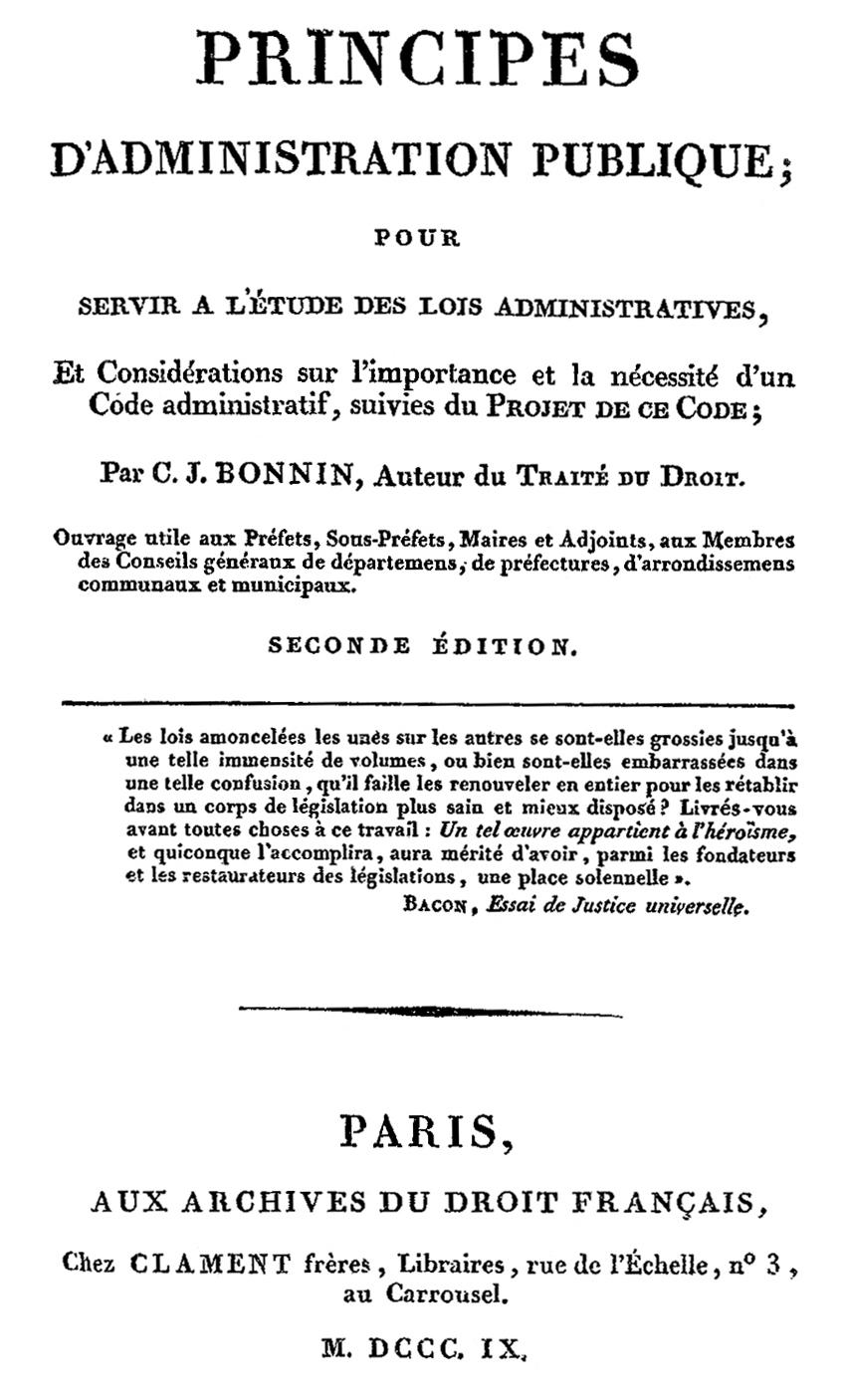
Principios de Administración Pública - 1809

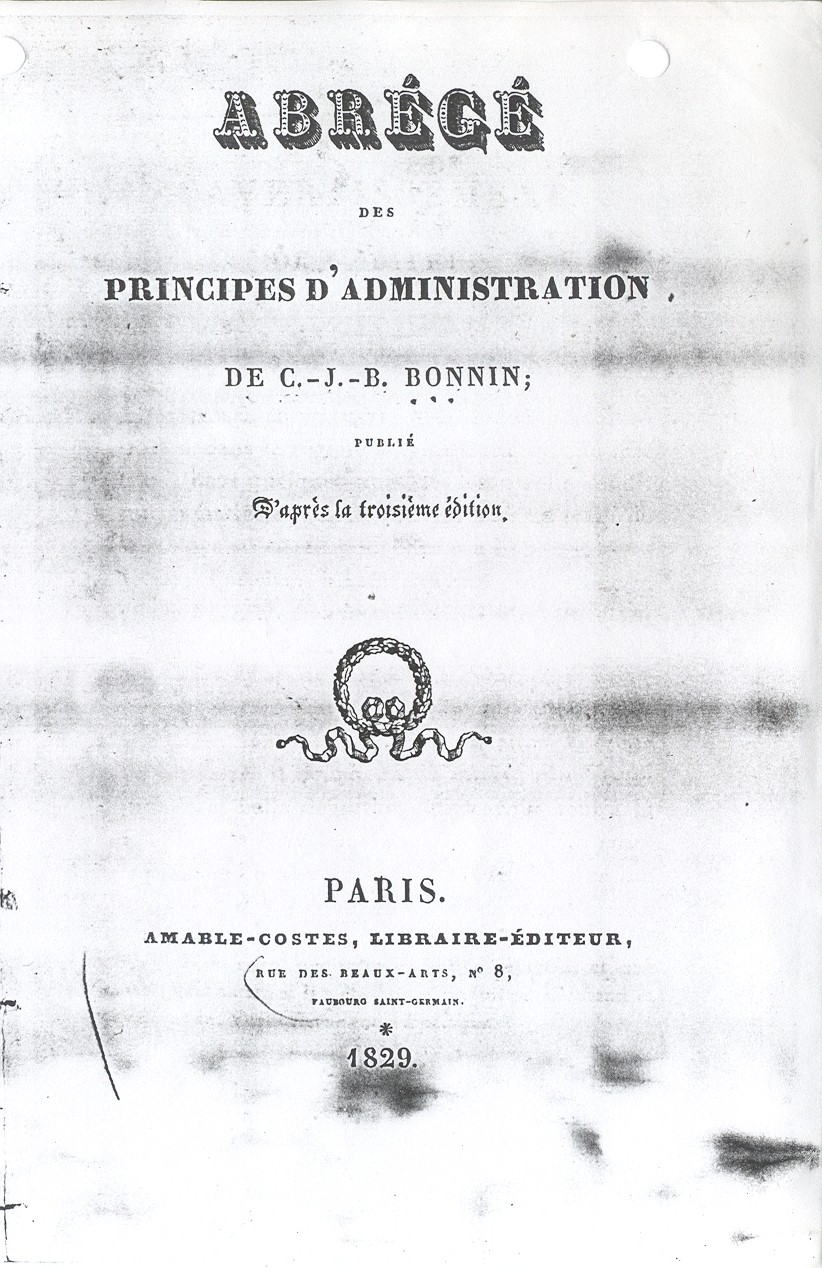
Compendio de Principios de Administración - 1829

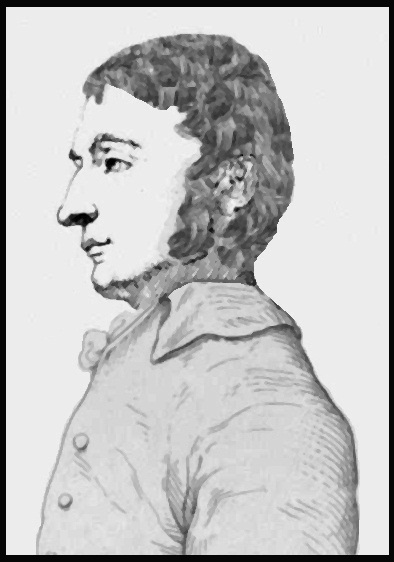
Charles-Jean Baptiste BONNIN

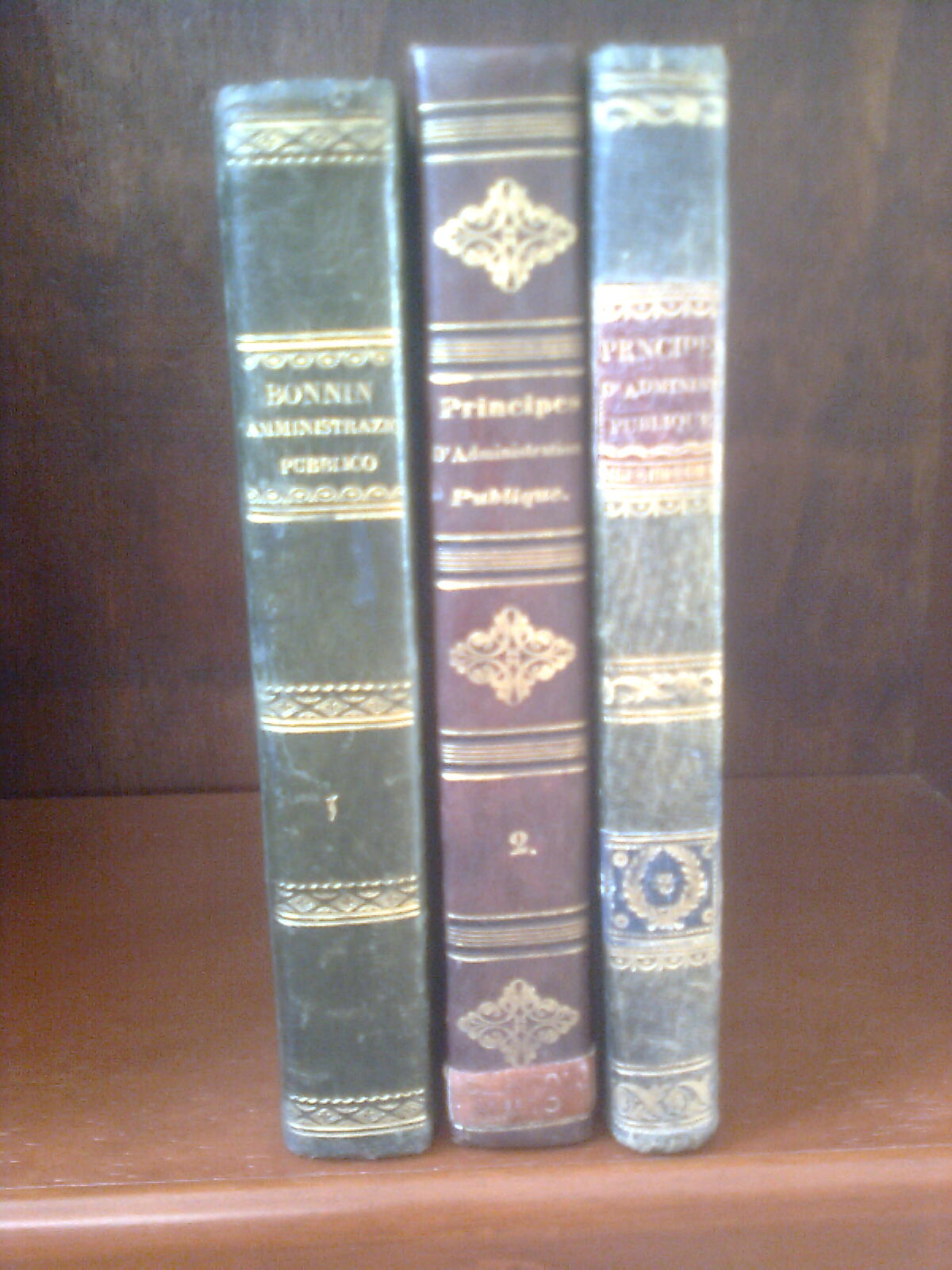
Primeras ediciones originales de Principios de Administración Pública

Recuento cronológico de su producción escrita comenzando con su opera magna, Principes d’Administration Publique (Principios de Administración Pública):
- De l’Importance et de la Nécessité d’un Code Administratif. A Paris, chez Garnery, Libraire. 1808.
- Principes d'Administration Publique, por servir a l’Études des Lois Administratives, et Considérations sur l’Importance et la Nécessité d’un Code Administratif, suvies du Project de ce Code. Obvrage utile aux Préfets, Sous-Préfets, Maires et Adjounts, aux Membres des Conseils généraux de départaments, de préfectures, d’arrondissemenns, communaux et municipaux. A Paris, chez Clement Frères, Libraires. 1809. Seconde édition.
- Principes d’Administration Publique. A Paris, chez Renaudiere Imprimeur-Libraire. 1812. Troisième édition. Tres tomos.
- Abrégé des Principes d’Administration.  D́aprés la troisième edition. Paris, Amable-Costes, Libraire-Éditeur. 1829.
- Extracto dos Principios Fundamentaes do Sistema Administrativo de Franca por M. Bonnin, e sua Comparacao con os de Portugal. Francisco Soares Franco, Deputado ás Cortes Ordinarias. Lisboa, na Typografia Rollandiana. 1822.
- Principii di Amministrazione Pubblica. Napoli, Nella Stamperia Francese. 1824. Versión italiana de Antonio di Crescenzi y Michele Saffioti.
- Compendio de los Principios de Administración. Madrid, Imprenta de don José Palacios. Versión castellana de D.J.M. Saavedra. 1834.
- Ciencia Administrativa: Principios de Administración Pública. Estractados de la obra francesa de Carlos Juan Bonnin. Panamá, Imprenta de José Ángel Santos. 1838. Traducida por Esteban Febres Cordero.
- “Principios de la Administración Pública”. México, Revista de Administración Pública. Número Especial. Instituto Nacional de Administración Pública, A.C., noviembre de 1982. pp. 81-102.
- Bonnin, C.J.B. “Principios de la Administración Pública”. México, Revista de Administración Pública. Instituto Nacional de Administración Pública, A.C., Antología 1-54. Febrero de 1983. pp. 479-500.
- Principios de Administración Pública. México, Fondo de Cultura Económica. 2004.
- Compendio de los Principios de Administración. Madrid, Imprenta de don José Palacios. Versión castellana de D.J.M. Saavedra. 1834 (Edición Facsímil elaborada por Nabu Public Domain Reprints, LaVergne, TN USA, 2011).

Obras sobre otras materias:
- De l‘Excellence de Corneille (De la Excelencia de Corneille). 1791.
- Reflexions sur Montesquieu (Reflexiones sobre Montesquieu). Este y el trabajo previo fueron publicados posteriormente. 1795.
- Réfutation des Systemes des Publicistes ou Examen des Causas de la Sociabilité et du Droit Naturel (Refutación de los Sistemas de los Publicis¬tas o Examen de la Sociabilidad y del Derecho Natural). 1796.
- De l’Ordre et de la Culture des Connaissances (Del Orden y de la Cultura de los Conocimientos). 1802.
- Maniére d’Étudier les Lois (La Manera de Estudiar las Leyes). 1805.
- Droit Public Français (Derecho Público Francés). 1809.
- De la Révolution Europée (De la Revolución Europea). 1815.
- Elémens Naturals de la Chronologie (Elementos Naturales de la Cronología). 1820.
- Legislation Constitutionnelle (Legislación Constitucional). 1820.
- Session de 1819 (Sesión de 1819). 1820.
- Doctrine Social (Doctrina Social). Existe una temprana versión española de 1821. 1820.
- Études Législatives (Estudios Legislativos). 1921.
- Pensée de C.J.B. Bonnin, Suivies des Éliges de Corneille et Montesquieu (Pensamiento del C.J.B. Bonnin, seguidos de los Elogios a Corneille y Montesquieu), que recoge los trabajos que preparó en 1791 y 1795. 1824.
- “Letres sur Education” (“Cartas sobre Educación”), escritas a su hija Victoria Carlota cuando estuvo recluido en prisión. 1824.
- “A Madame Bonnin”: Poesies et Lettres de C.J.B. Bonnin (“A la señora Bonnin”: poesías y cartas de C.J.B. Bonnin). 1834.
- “Refutation de l’Avenier, salón Lammenaires et Chateaubriand” (“Refutación del Acontecimiento, según Lammenaires y Chateaubriand”). 1834.
- La Religion sous le Raport Philosophique et Politique (La Religión bajo la Relación Filosófica y Política, 1822). Inédito